# Kengo.
Kengo.（けんご、本名：桐谷 健吾、4月1日 - ）は、日本の男性シンガーソングライター。千葉県出身。作詞・作曲表記は「桐谷健吾」。

## 来歴
会社員として働きながら音楽活動をスタート。小学校1年生から6年生までピアノを習っていた経験を活かそうとジャズスクールへと通い、ボイシングや音楽理論を学びピアノで作曲を始める。平日の早朝・通勤・ランチや移動時間、休日を使って楽曲創作し、数々の音楽オーディション番組やイベントに出演。
2016年、自身が初めて作った楽曲『駅』で参加したYamaha Music Audition「The Songwriter STAR」で準グランプリを獲得。オーディションを発見したのは、締切30分前だったが、急いで応募した結果の受賞だった。2024年7月に出演したライブイベント「Nj Carnival」では、この曲が音楽の道に導いてくれたのだと、感慨深そうに語っていた。
2020年にチョコレートプラネットが歌唱している日テレ公式チャンネル『パピプペPop!な指サック』の楽曲制作や自身の特技であるものまねを活かし、フジテレビ「爆笑そっくりものまね紅白歌合戦スペシャル」に出演・金一封 MVPを獲得するなど、マルチな才能を発揮。
2022年、会社を辞め、音楽活動に専念。同年5月に1stデジタルシングル『きみのくせ』をリリース。AKB48TikTok公式アカウント内（2022年5月）やオリックス・バファローズ主催試合の選手紹介映像バックサウンド（2023年5月）に使用される。続く2ndシングル『フレーフレー応援歌！』が日本テレビ系『はじめてのおつかい』挿入歌、情報番組『バゲット』11月度エンディングテーマに決定。
2023年、チョコレートプラネットが春夏秋冬のシーズン毎に指サックをテーマにした楽曲4部作をリリースするプロジェクトの楽曲制作を担当。
2024年7月17日、4thデジタルシングル『きみぬま』をリリース。TBSラジオパワープレイ「夜の推薦曲」に選出。
2024年7月26日、東京・南青山MANDALAにて開催されたNj（西田二郎）によるライブイベント「Nj Carnival」にゲストとして出演。
2025年3月12日、5thデジタルシングル『駅』をリリース。TBSラジオパワープレイ「深夜の推薦曲」、ラジオ日本「ポップJレコメンド」に選出。
2025年4月1日よりBAYFM「miracle!!」の10時台番組ジングルを担当。ピーアーク プレゼンツ 幕張メッセ「どきどきフリーマーケット」BAYFMイベントステージにゲスト出演。

## ディスコグラフィ

### 配信限定シングル
| 枚  | 配信開始日     | タイトル             | 備考" |
| --- | -------------- | -------------------- | --- |
| 1st | 2022年5月11日  | きみのくせ           | オリックス・バファローズ主催試合 選手紹介映像バックサウンド                                                   |
| 2nd | 2022年7月16日  | フレーフレー応援歌！ | 日本テレビ「はじめてのおつかい」オリジナル挿入歌 日本テレビ系情報番組「バゲット」11月エンディングテーマ       |
| 3rd | 2022年11月21日 | 嘘泣きの女王様       | [ 10 ] |
| 4th | 2024年7月17日  | きみぬま             | TBSラジオ パワープレイ「JUNK」夜の推薦曲                                                                      |
| 5th | 2025年3月12日  | 駅                   | TBSラジオ パワープレイ「CITY CHILL CLUB」 深夜の推薦曲 ラジオ日本 加藤裕介の横浜ポップＪ「ポップJレコメンド」 |

## タイアップ
| 楽曲                 | タイアップ                                                                                      |
| -------------------- | ----------------------------------------------------------------------------------------------- |
| フレーフレー応援歌！ | 日本テレビ「はじめてのおつかい」オリジナル挿入歌 日本テレビ系「バゲット」11月エンディングテーマ |

## 楽曲提供
- チョコレートプラネット
  - 「ハルに君、ユビサック」（作詞・作曲）/2023.4.5[13]
  - 「君のナツ、ユビサック」（作詞・作曲） /2023.7.5[14]
  - 「アキ君へ、ユビサック」（作詞・作曲）/2023.9.6[15]
  - 「君にメリーユビサック」（作詞・作曲） /2023.11.22[16]